# Hunter Mountain Fire Tower
La Hunter Mountain Fire Tower est une tour de guet du comté de Greene, dans l'État de New York, dans le nord-est des États-Unis. Elle est située à 1 227 mètres d'altitude dans les montagnes Catskill. Protégée dans le parc Catskill, elle est inscrite au Registre national des lieux historiques depuis le 30 juin 1997.